# Додрукарська підготовка
Додрука́рська підгото́вка (англ. Prepress) - процес виготовлення електронних макетів поліграфічних виробів з використанням настільних видавничих систем.

## Етапи додрукарської підготовки
- Розробка дизайну або загальної концепції кінцевого поліграфічного виробу.
- Виготовлення електронного макету виробу з використанням програмного забезпечення (програми верстки).
- Коректорська вичитка / правка текстового змісту макета.
- Внесення необхідних корекцій у макет з урахуванням особливостей друкарського і післядрукарського обладнання (корекція кольору, розстановка треппінга і т. д.).
- Виготовлення кольоропроби (кольоровий зразок кінцевого виробу)
- Виготовлення електронного спуску смуг з урахуванням подальшої післядрукарської обробки виробу (біговка, фальцювання, різання і т. д.).
- Виготовлення кольороподілених діапозитивів (випуск плівок) або відправка електронних спусків смуг на пристрій CTP для виготовлення друкованих форм.
- Виготовлення друкарських форм для друкарського обладнання для подальшого друку виробу.

Кожен етап включається в процес або виключається з нього в залежності від виробничої необхідності.

### Опис процесу
Для отримання передбачуваного результату друку виробу необхідно на стадії виготовлення дизайну та додрукарської підготовки виробу надавати повну інформацію про кінцевий виріб. А саме: кінцевий розмір виробу (обрізний формат), кольоровість (барвистість), профіль друкарського обладнання, на якому проводитиметься друк виробу, а також необхідно описати весь ланцюжок післядрукарської обробки виробу.
Чималий вплив на якість друку поліграфічних виробів має профілювання поліграфічного обладнання. Ця процедура проводиться для конкретної друкарської машини і запечатується, і в подальшому використовується для розробки дизайну поліграфічного виробу, додрукової підготовки та виготовлення кольоропроб. У разі, якщо поліграфічне підприємство сертифіковане по якому-небудь стандарту друку, дана процедура не потрібна і первісна додрукарська підготовка, процес друку ведеться за стандартом, яким керується підприємство.